# Sulfatiazol
Sulfatiazol – organiczny związek chemiczny, lek z grupy sulfonamidów. Jest to krystaliczny, bezzapachowy proszek, trudno rozpuszczalny w wodzie.
Działanie: chemioterapeutyk o silnym działaniu bakteriostatycznym z grupy sulfonamidów.
Rozpuszczalność:
- dobrze: roztwory wodorotlenków i węglanów sodu i potasu, amoniaku oraz rozcieńczone kwasy nieorganiczne, aceton
- trudno: etanol 96%
- bardzo trudno: woda
- nie rozpuszcza się: chloroform, eter

## Zastosowanie
Wykorzystywany w leczeniu anginy, w wyniku zapaleniu płuc, zapaleniu opłucnej i zapaleniu opon mózgowych, w zakażeniu dróg moczowych. Sól srebrowa sulfatiazolu jest substancją czynną w kremach na oparzenia.